# Benjamin Chouinard
Benjamin Chouinard est un comédien québécois, né le 2 février 1994 
Il est principalement connu pour son rôle de Théo dans l'émission de télévision Tactik, présentée sur les ondes de Télé-Québec.

## Carrière

### Télévision
- 2007: Minuit le soir (Olivier)
- 2008-2013 : Tactik (Théo St-Cyr)
- Depuis 2007 : Kaboum (Quentin)
- Depuis 2012 : Fée Éric (Guylain-Guy)

### Cinéma
- 2008 : Maman est chez le coiffeur
- 2007 : Le Ring
- 2004 : Nous étions libres